# Mönchstein (Schierke)

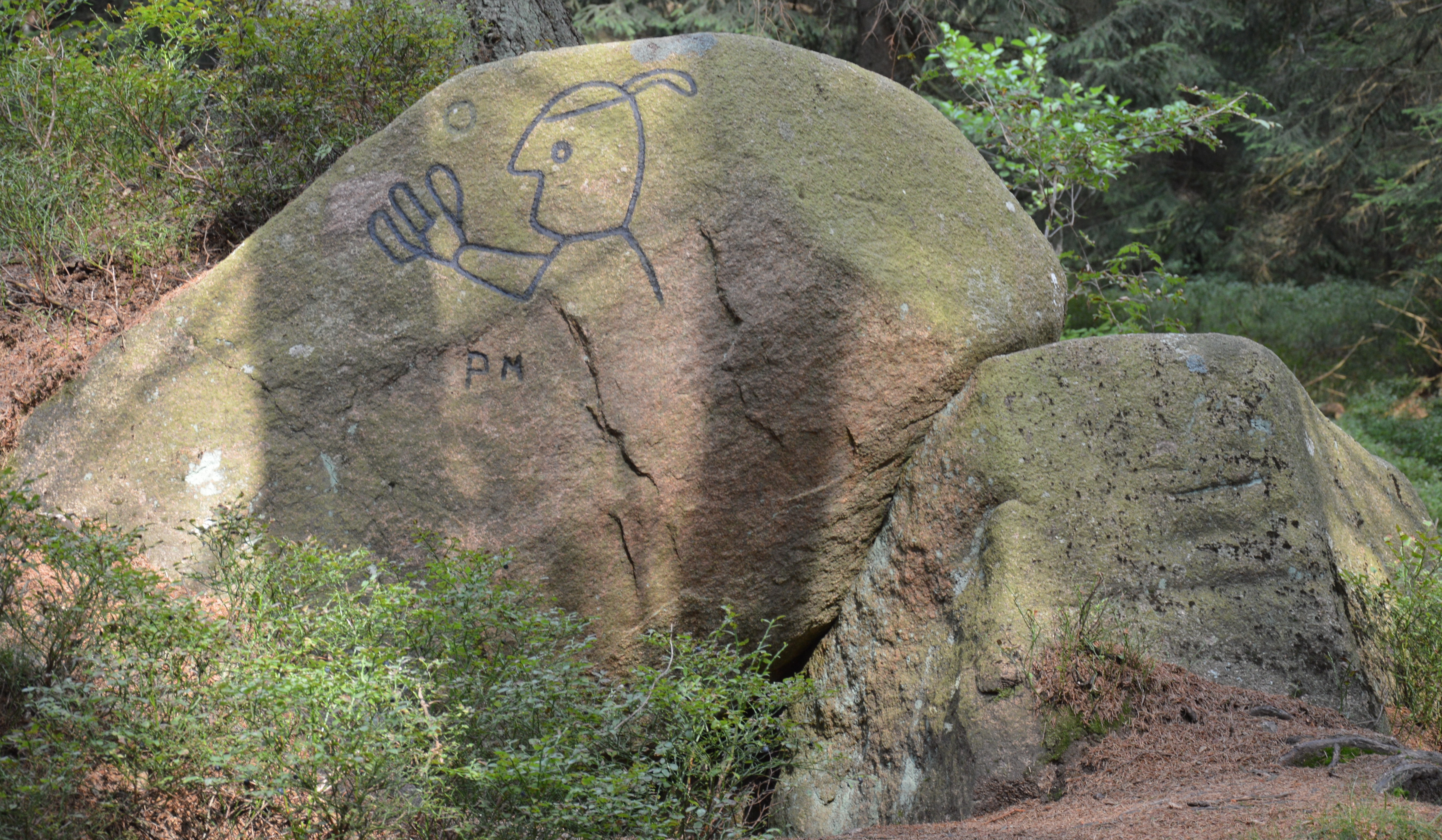
Mönchstein im Jahr 2016

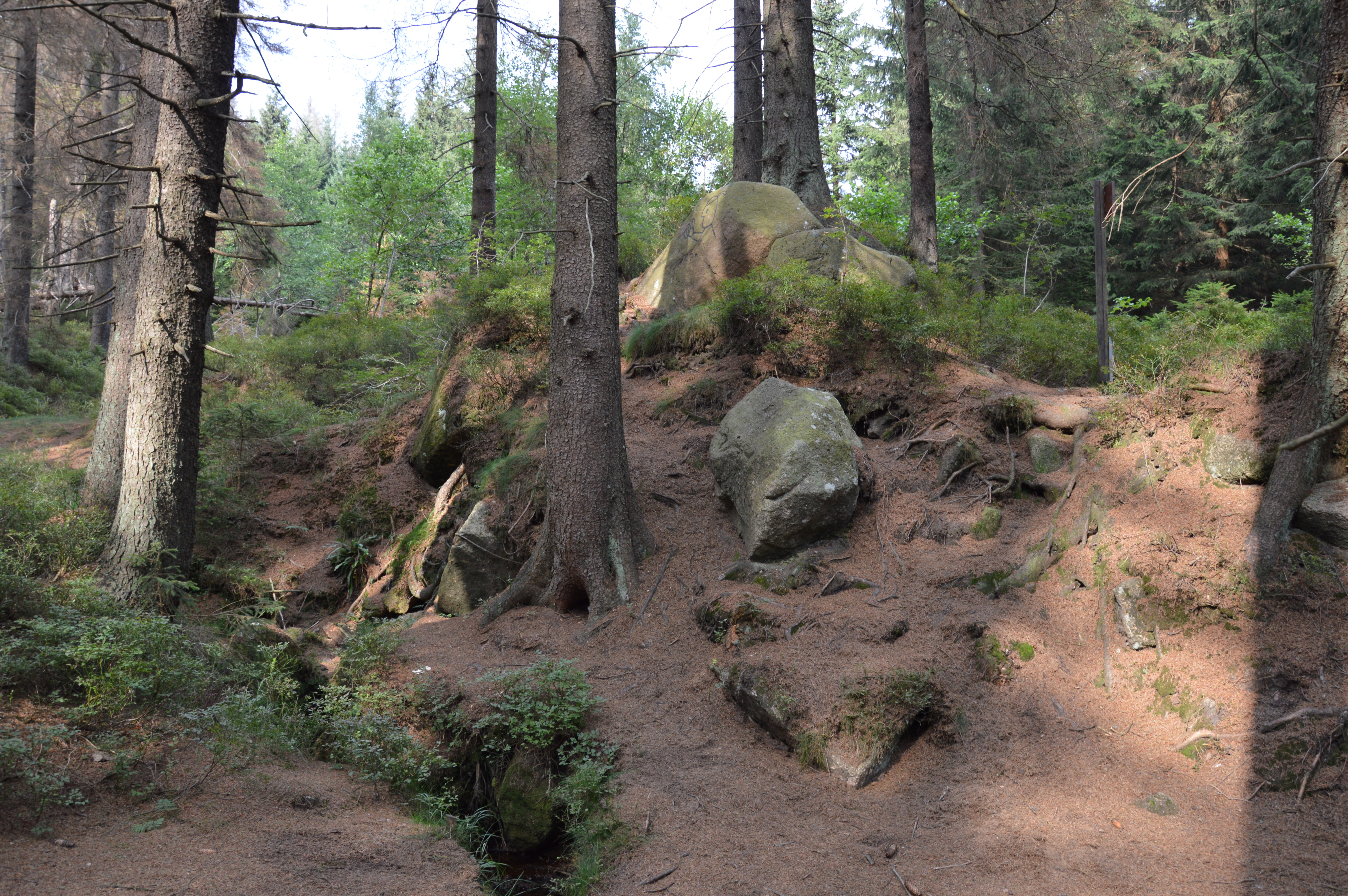
Blick auf den Mönchstein, im Vordergrund Bachlauf

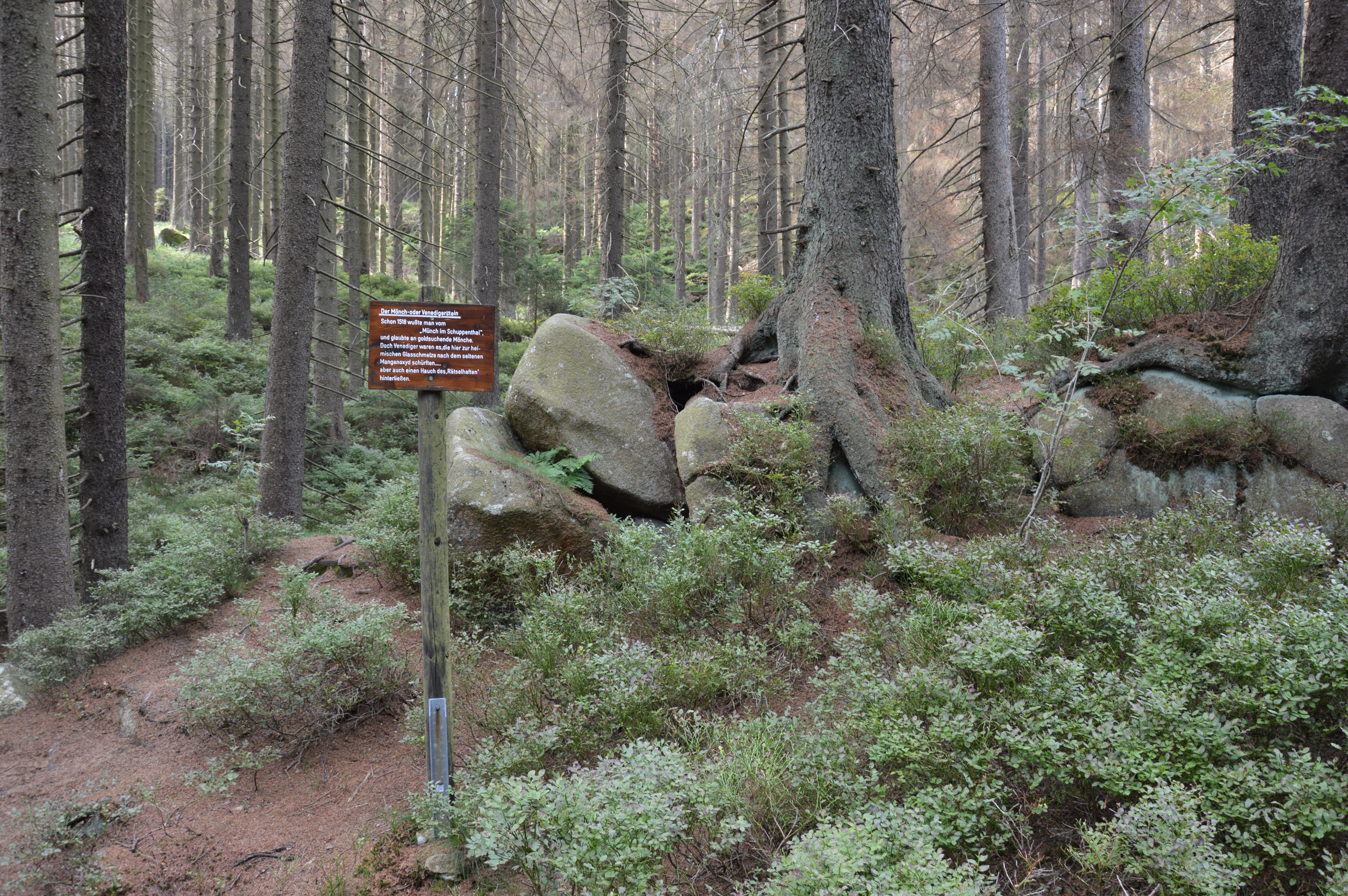
Blick von Osten auf die Rückseite des Mönchsteins, mit Erläuterungstafel

Der Mönchstein beim Ortsteil Schierke der Stadt Wernigerode im Nationalpark Harz ist ein Granitstein mit darauf befindlicher Zeichnung einer Person, die aufgrund der Mönchskappe auf dem Kopf als Mönch bezeichnet wird. Die erste urkundliche Erwähnung des Mönchsteines soll aus dem Jahre 1518 als Münch im Schuppenthal stammen. Neuere Forschungen belegen, dass diese Auffassung nicht aufrechtzuerhalten ist, sondern dass es sich bei der Ersterwähnung um eine Handzeichnung aus der 1. Hälfte des 18. Jahrhunderts handelt, die den unterschiedlichen Grenzverlauf bei Schierke zeigt, neben anderen Jahren dabei auch von 1518.

## Geografische Lage
Der Mönchstein steht im Schuppental im Hochharz unweit der für den öffentlichen Fahrverkehr gesperrten Brockenchaussee in der Nähe der alten Schierker Bobbahn. Der Weg dorthin ist eine Sackgasse und darf nicht verlassen werden, um die Natur nicht zu gefährden.

## Geschichte
In früherer Zeit wurde der Stein auch nur kurz als der Münch bezeichnet.
Der Münch wird in mehreren Walenbücher des 17. und 18. Jahrhunderts genannt. Solche Bücher hatten ihren Ursprung wahrscheinlich in realen Notizbüchern, in denen Erzsucher die ihnen bekannten Fundstellen und Wegemarken aufzeichneten. Sie sind meist handschriftlich verfasst. Obwohl die Angaben in den Walenbüchern oft leicht widerlegt werden konnten, trugen die Walenbücher dazu bei, dass noch bis Ende des 18. Jahrhunderts an die Existenz von Walen und Venetianern geglaubt wurde, die mit Schätzen beladen aus dem Heiligen Römischen Reich Deutscher Nation in ihre ferne Heimat zurückkehrten. 
Die Texte in den Walenbüchern beschreiben oft recht vergängliche Wegmarken: Baumstümpfe, abgesägte Astgabeln oder seltsam gewachsene Bäume; in die Baumrinde geschnittene Hände, Kreuze, oder einfache alchemistische Symbole. Als in Stein gehauene Walenzeichen werden besonders im Harz gerne Mönche angegeben, die entweder – wie der Mönchstein bei Schierke – mit dem Arm in eine bestimmte Richtung weisen, oder eine Keilhaue auf dem Rücken tragen, gelegentlich auch die Figur eines Bischofs.
Ilka Stitz hat die Geschichte um den Mönchstein in ihren 2014 erschienenen Roman Harzblut dichterisch verarbeitet.